# Marina Morgan
Marina Morgan, bürgerlich Marina Meucci, (* 10. August 1943 in Rom) ist eine italienische Fernsehansagerin, Fernsehmoderatorin, Schauspielerin und Sängerin.

## Leben
Morgan debütierte in den 1960er-Jahren als Schauspielerin.
In den 1970er-Jahren begann sie bei Giornale Radio von Rai als Ansagerin zu arbeiten. Ab 1975 moderierte sie die Wettervorhersage Rete 2. Daneben arbeitet sie als Programmsprecherin und ist Moderatorin einiger Fernsehsendungen.
1982 versuchte sie sich mit dem Album Una donna als Sängerin.
Sie gab ihre Rolle als „Signorina Buonasera“ (= Fräulein Guten Abend – so wurden scherzhaft die italienischen Fernsehansagerinnen genannt) von Rai am 28. Juli 2002 nach 27 Jahren Tätigkeit auf.

## Filmographie (Auswahl)

### Kino
- 1963: I piaceri nel mondo
- 1965: Einmal zu wenig, einmal zu viel (I complessi)
- 1965: Genosse Don Camillo (Il compagno don Camillo)
- 1965: Questo pazzo, pazzo mondo della canzone
- 1966: Das dritte Auge (Il terzo occhio)
- 1966: Scusi, lei è favorevole o contrario?

### Fernsehen
- 1966: Maigret und das Schattenspiel (Le nuove inchieste del commissario Maigret - L'ombra cinese) (Fernsehserie, 2 Folgen)
- 1966: La sera del sabato
- 1966: Vertu
- 1968: Non cantare, spara (Fernsehminiserie)
- 1968: La donna di quadri
- 1968: Le inchieste del commissario Maigret terza stagione: La chiusa (Fernsehserie, 1 Folge)
- 1991: I tre moschettieri

## Diskographie

### Album
- 1985 – Una donna

### Singles
- 1978 – Malamore malerba malattia
- 1982 – Un goal/Lunedì lunedì